# Elecciones parlamentarias de Chad de 2024
Las elecciones parlamentarias de Chad de 2024 se llevaron a cabo el 29 de diciembre de 2024 junto con elecciones para cargos regionales y locales. Fueron las primeras elecciones parlamentarias celebradas desde 2011, también fueron las primeras desde la muerte del presidente Idriss Déby en 2021,y la llegada al liderazgo de su hijo, Mahamat Déby , primero como líder de una junta militar y luego como presidente por derecho propio, sentando las bases para una dictadura hereditaria.

## Antecedentes
En junio de 2017, miembros de la coalición opositora FONAC argumentaron que la Asamblea Nacional se había vuelto ilegítima al continuar sesionando más allá del 21 de junio, dos años después de la extensión del período parlamentario, y que, en consecuencia, los diputados de la oposición debían renunciar. Los diputados de la oposición, encabezados por Saleh Kebzabo, respondieron que no dimitirían, considerando que sería más «útil» para ellos permanecer en la Asamblea Nacional; sin embargo, también dijeron que las próximas elecciones deberían celebrarse con prontitud, desestimando la opinión de Déby de que el retraso era necesario debido a la falta de fondos, y que en el futuro el gobierno debería hacer todo lo posible para celebrar las elecciones a tiempo.
Posteriormente se programaron para realizarse en noviembre de 2018, ya que se habían pospuesto desde 2015. Posteriormente, el gobierno propuso un nuevo plazo para mayo de 2019. La nueva Comisión Nacional Independiente de Elecciones (CENI) fue juramentada por la Corte Suprema el 4 de abril de 2019 a pesar de las protestas de segmentos de la oposición con respecto a su imparcialidad. El 5 de abril, la Coordination des Partis Politiques pour la Défense de la Constitution (CPDC) que comprende una docena de partidos de oposición que controlan 31 escaños en la Asamblea Nacional de 188 escaños rechazó la juramentación, calificándola de «ilegalmente constituida, nula y sin efecto». La junta electoral del país dijo «el plazo realista para celebrar elecciones legislativas es el primer trimestre de 2020».A finales de octubre de 2022 volvieron a ser pospuestas, esta vez para finales de octubre de 2024.
El 21 de agosto de 2024, la Agencia Nacional de Gestión Electoral de Chad (ANGE) anunció que las elecciones parlamentarias y locales se celebrarían el 29 de diciembre de 2024.

## Sistema electoral
Los miembros de la Asamblea Nacional son elegidos entre 116 distritos electorales. Los distritos con una población de más de 50 000 habitantes tienen dos miembros, con un miembro adicional por cada 40 000 habitantes adicionales. En los distritos electorales de un solo miembro se utiliza el sistema de dos rondas, mientras que en los de múltiples miembros si un partido obtiene más del 50 % de los votos gana todos los miembros y si ningún partido gana más del 50 % los asientos se repartirán por el método de promedios más altos.
La presentación de candidaturas se llevará a cabo del 19 al 28 de octubre, mientras que los resultados finales de las elecciones se esperan para el 3 de febrero de 2025.

## Resultados
| Partido       | Partido                                           | Votos | % | Escaños | +/– |
| ------------- | ------------------------------------------------- | ----- | - | ------- | --- |
|               | Movimiento de Salvación Patriótica                |       |   |         |     |
|               | Unión Nacional para la Democracia y la Renovación |       |   |         |     |
|               | Unión por la Renovación y la Democracia           |       |   |         |     |
|               | Agrupación Nacional de los Demócratas Chadianos   |       |   |         |     |
|               | Federación, Acción por la República               |       |   |         |     |
|               | Otros partidos                                    |       |   |         |     |
|               | Independendientes                                 |       |   |         |     |
| Total         |                                                   |       |   |         |     |
| Participación | Participación                                     |       |   | –       |     |
| Fuente:       |                                                   |       |   |         |     |